# 진호현
진호현(1986년 ~ )은 대한민국의 음악 프로듀서다. 2013년 싱글 앨범 [청계천 로맨스, 별꽃나무]로 데뷔했다.

## 방송
- 히든싱어 2 (2013) - 김광석 편 5위
- 화려한 유혹 (2015)

## 영화
- 마지막 고해 (2016) - 부제 전준혁 역, 작곡
- 미래에게 생긴 일 (2019) - 프로듀서, 주제가, 이자카야 주인장 역

## 경력
- 그룹 '진짜김' 멤버
- 엣지랭크 영상기획팀 PD
- 퍼플슈 컴퍼니
- 그룹 '멜랑콜리 스튜디오' 멤버

## 수상
- 통영국제음악제 라이징스타상 (2011)